# 前世療法
前世療法（ぜんせりょうほう、英: past life therapy）とは、催眠療法の一種であり、人間は死後人間に生まれ変わるという転生論を前提とする。退行催眠により患者の記憶を本人の出産以前まで誘導（＝過去生退行）し、心的外傷等を取り除くと主張されている。

## 支持者の報告
トロント大学医学部教授ジョエル・L・ホイットンは1986年の著書の中で、深い催眠状態に入った被験者がみな催眠中の指示に従って、誕生前の前世記憶を想起することを発見したと主張した。彼はまた、患者たちが抱える症状が過去の人生に原因があり、その記憶を意識することで回復がみられたと主張した。ホイットンの推測によると、前世へ退行するほど深い催眠状態に入れるのは、人口の4～10%程度とされている。
アメリカ合衆国の催眠療法家ギャレット・オッペンハイムは、1987年の記事の中で、1979年に自ら実際に前世への退行催眠を体験して以来、クライアントに対して前世療法を行っていると述べた。オッペンハイムは、前世療法はそれ以外の療法で改善が見られなかった症状に対し、特に効果がみられたと主張した。
マウントサイナイ病院の精神科医ブライアン・L・ワイスは、1988年の著書の中で、1980年に治療した患者が年齢退行催眠の途中で偶然に前世への退行に至ったと主張した。前世への退行催眠の回数を重ねるたびに患者の症状は快方に向かい、最終的に完治したとされている。ワイスはまた、一般に催眠療法として行われている年齢退行催眠の中でも、意図せず自然に患者が前世回帰に至るケースが3～5%程度あるのではないかと推定している。

## クライアント
日本での典型的な前世療法のクライアントは、1980年代から始まった、自分には前世の記憶や超能力、前世の記憶を共有する仲間たちがあると信じ、最終戦争（ハルマゲドン）を機に世界を救うために仲間たちと連帯しようという空想や信念が流行した「前世ブーム」（前世の仲間探し、戦士症候群の流行）の際に、思春期の少女だった女性たちである。

## 退行催眠への批判と応答
前世の記憶は過誤記憶、虚偽記憶の一種であるという批判があり、かつて催眠によりありもしない記憶が作られた例が多くあった。多くの前世療法家は「過去世の記憶」と実際の歴史との符号を調査していない。
また「前世」とされるエピソードを想起することで、被験者の現在の心理的疾患が治癒されるケースがあり、それを前世の根拠とする主張がある。しかし心理的原因の疾患では、原因そのものに触れなくても症状が消えることは多いので、疾患の治癒だけで前世の記憶が正しいと考えるには不十分であるという主張もある。
前世の記憶を呼び覚ますための催眠がもたらす「記憶のゆがみ」は、しばしば批判の対象となってきた。この現象についてブライアン・ワイスは、催眠で幼少期を思い出すよう指示し、呼び覚まされた記憶と実際の過去に細かな相違点があっても、間違ったソースから来ている記憶とは言えないとし、「同じように、過去世の記憶は一種の歴史小説といった性格をもっており、お話はファンタジーや創作、ゆがみ等が一杯あるかもしれないが、その核心はしっかりした正確な記憶であり、それらの記憶はみんな役に立つもの」であると述べている。

## フィクション
- 滝清流 著、大和真紀 原案 『チャネリング体験記（全3巻）』1992-1993年、朝日ソノラマ：現在の悩みは前世が原因であり、前世をチャネリングで思い出し悩みを解決するという連作。

## 関連文献
- 『前世療法―米国精神科医が体験した輪廻転生の神秘』ブライアン・L. ワイス, PHP研究所, 1996年, ISBN 978-4569569321
- 『前世療法―米国精神科医が挑んだ、時を越えたいやし〈2〉』ブライアン・L. ワイス, PHP研究所, 1997年, ISBN 978-4569570013
- 『魂の伴侶―ソウルメイト 傷ついた人生をいやす生まれ変わりの旅』ブライアン・L. ワイス, PHP研究所, 1999年　ISBN 978-4569573090